# Indianapolis 500 2010
Indianapolis 500 2010 var ett race som kördes den 30 maj på Indianapolis Motor Speedway och vanns av Dario Franchitti

## Nyheter för 2010
Den stora skillnaden gentemot tidigare år var att hela proceduren med arrangemanget kortades med en vecka, eftersom den andra helgens kval togs bort. Det gjorde att förarna bara fick chansen att kvala in under två dagar, vilket skulle sparar pengar och ökar pressen på förarna enligt Indy Racing Leagues tävlingsansvarige Brian Barnhart.

## Anmälningar
I racet deltog 33 bilar. Bland deltagarna fanns bland annat Hélio Castroneves, Dan Wheldon, Dario Franchitti och Scott Dixon.